# Medal Wielkiego Szlema Komandosa
Medal „Wielki Szlem Komandosa” – polskie odznaczenie niepaństwowe ustanowione przez Wojskowy Klub Biegacza Meta z Lublińca.

## Charakterystyka
Medal został ustanowiony w 2019 roku w celu uhonorowania osób, które ukończyły w danym roku kalendarzowym cykl pięciu biegówː Setki Komandosa, Maratonu Komandosa, Półmaratonu Komandosa, Ćwierćmaratonu Komandosa i Biegu o Nóż Komandosa. Medal przyznawany jest osobom, które ukończyły Wielki Szlem Komandosa od 2017 roku. Osoba odznaczona otrzymuje medal oraz legitymację. Legitymacja uprawnia do noszenia baretki medalu do munduru wyjściowego i galowego zgodnie z rozporządzeniem Ministra Obrony Narodowej z dnia 4 sierpnia 2015 r. w sprawie noszenia orderów, odznaczeń i odznak przez żołnierzy zawodowych i żołnierzy pełniących służbę kandydacką.

## Wygląd
Medal posiada kształt pięciokąta o boku 28 mm i wykonany jest z metalu koloru antyczne złoto. Na licowej stronie medalu znajduje się wizerunek orła wojsk specjalnych z napisem u jego podstawy „vincit qui patitur”, a po obrysie pięciokąta nazwy pięciu biegów wchodzących w skład Wielkiego Szlema Komandosa. Na odwrotnej stronie umieszczone są trzy literyː W, a poniżej po bokach S i K, przedzielone w pionie nożem szturmowym. W górnych bokach pięciokąta słowa „WIELKI SZLEM” a u jego podstawy „KOMANDOSA”. Medal Wielkiego Szlema Komandosa jest zawieszony na wstążce o szerokości 36 mm z trzema pionowymi, równomiernymi paskami w kolejności kolorów: biały, żółty, niebieski.

## Odznaczeni
Od 2017 roku do 2024 roku Wielki Szlem Komandosa przynajmniej raz ukończyło 889 osób, z czego 648 otrzymało medal. Zwycięzcami Wielkiego Szlema Komandosa byliː Artur Pelo (2017, 2018, 2019 i 2021), Patrycja Bereznowska (2020), Łukasz Maćkowiak (2022), Krzysztof Żebrowski (2023) i Maciej Dutkiewicz (2024). 